# 真子奈津実

真子 奈津実（まこ なつみ、1988年5月9日 - ）は、福岡県出身の競艇選手。登録番号4525。身長156cm。血液型A型。103期。福岡支部所属。同期に深谷知博、黒井達矢、坂咲友理らがいる。

## 来歴
- やまと競艇学校時代、リーグ戦勝率4.68（準優出3　優出以上なし）の成績を残して、卒業記念競走に優出（5着）した。
- 2008年11月8日、芦屋競艇場でデビュー（6着）。
- 2010年1月28日、唐津競艇場での「RKBラジオ杯さよ姫賞」最終日2Rで初勝利（144走目）。
- 2012年5月21日、大村競艇場での「第9回　夢の初優勝W決定戦」で初優出（3着）[1]。